# Shatuo
Shatuo, Šatuo (kineski: 沙陀, pinyin: shātuó; ili 沙陀突厥, shātuó tūjué) ili Shato, Sha-t'o (sanskrt: Sart) su bili turkijsko pleme koje je imalo važnu ulogu u političkom životu Kine na kraju 9. i u 10. stoljeću. Naime, Shatuo Turci su osnovali tri od tzv. „Pet dinastija” te jedno od nezavisnih kraljevstva u razdolju „Pet dinastija i Deset kraljevstava”.
Neki povjesničari smatraju da su Shatuo, zapravo, istovjetni s narodom/plemenom koje se u ranijim kineskim izvorima navodi kao Xueyantuo. Drugi drže kako su bili dio Üç-Oğuz konfederacije Oguz Turaka.
Shatuo se, pak, u kasnijim kineskim izvorima spominju od 8. stoljeća, kada su za vrijeme Anshi bune sa zapadnih granica tadašnje Kine pružili podršku caru Suzongu. Kasnije su prešli u službu Tibetanskog Carstva, ali su ih 808. godine Tibetanci, zabrinuti za njihovu odanost, napali. Jedna od grupa Shatuoa je našla utočište u današnjoj kineskoj provinciji Shanxi. S vremenom se Shatuo narod pokazao odanim dinastiji Tang, te su njihovi vođe dobivali sve veće počasti. Među njima se najviše istaknuo Li Keyong, koji je 895. godine čak dobio titulu „princ od Jina”. Kada je 907. dinastija Tang svrgnuta i zamijenjena dinastijom dinastijom Kasniji Liang, pleme Shatuo je osnovalo poluneovisnu državu Jin. Godine 923., Li Keyongov sin, Li Cungxu, svrgnuo je dinastiju Kasniji Liang i osnovao dinastiju Kasniji Tang. Već 936. god. Shatuo velmoža, Shi Jingtang, svrgnuo je Kasniji Tang i osnovao dinastiju Kasniji Jin. Shijevu dinastiju je 946. god. uništila kitanska invazija sa sjevera. Godinu dana kasnije, još jedan Shatuo vojskovođa, Liu Zhiyuan, je osnovao dinastiju Kasniji Han. Kada je tu dinastiju za samo tri godine okončala dinastija Kasniji Zhou, Shatoui su se povukli na sjever gdje su osnovali državu Sjeverni Han, koja je 979. god. pripojena dinastiji Sung. Shatuoi su kasnije došli pod dominaciju Oirata i Kalmika.